# Henry Thédenat
Henry Thédenat, född den 8 oktober 1844 i La Rochelle, död i oktober 1916, var en fransk epigrafiker.
Thédenat, som var oratoriepräst 1875–1903, blev ledamot av Institutet 1898. Han utgav bland annat Rapport sur les progrès de l'épigraphie en France (1879), Cachets d'oculistes romains (med Antoine Héron de Villefosse, 1882), och Le Forum romain (1898; 3:e upplagan 1905).